# Københavns Grundejerforening
Københavns Grundejerforening, oprindeligt Kjøbenhavns Grundejerforening er en dansk forening i København.
Foreningen er stiftet 23. maj 1860 og har til formål at varetage københavnske grundejeres interesser i forhold til myndigheder og organisationer i hovedstadsområdet. Foreningens medlemmer er ejendomsselskaber samt ejere og administratorer af udlejningsejendomme.
Foreningen har til huse i Grundejernes Hus på Nørre Voldgade 2. Ejendommen er opført 1904 i nationalromantisk stil ved Rasmus Rue. Trekantsgavlens relief af Justitia er udført af Kai Nielsen.